# Karzinoid
Unter dem veralteten, nicht immer einheitlich verwendeten Begriff Karzinoid versteht man in der Medizin eine bestimmte Sorte von neuroendokrinen Tumoren (NET). Die typischen Symptome (Erröten, Durchfall und Bronchospasmus), die im Rahmen von Karzinoiden auftreten, werden in ihrer Gesamtheit auch als Karzinoidsyndrom bezeichnet (Synonyme: Steiner-Voerner-Syndrom oder Cassidy-Scholte-Syndrom). Meist wird ein Karzinoidsyndrom durch eine übermäßige Sekretion von Serotonin verursacht. Eine potentiell lebensbedrohliche Form des Karzinoidsyndroms wird Karzinoidkrise genannt.

## Systematik

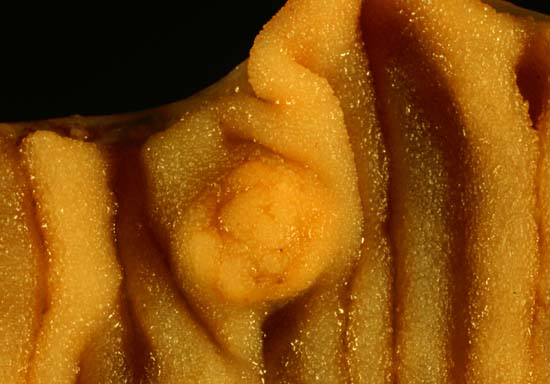
Karzinoid in der Wand des Dünndarms

Der Begriff „Karzinoid“ wurde 1907 von dem Pathologen Siegfried Oberndorfer geprägt.
Karzinoide sind Tumoren des sogenannten neuroendokrinen Systems. Sie sind durch ihre meist niedrige Malignität gekennzeichnet und aufgrund des relativ hohen Differenzierungsgrades der Tumorzellen durch ein langsames Wachstum sowie eine gute Prognose charakterisiert. Sie können aber auch in einer bösartigen (malignen) Variante auftreten.
Gefunden wird das Karzinoid unter anderem an Thymus, Bronchialsystem, Magen, Duodenum, Jejunum, Ileum, Appendix vermiformis und Mastdarm. 80 Prozent der Tumoren betreffen das terminale Ileum und die Appendix.
Der Begriff Karzinoid wird nur noch selten verwendet. Man bevorzugt die Bezeichnungen „diffuse neuroendokrine Neoplasien“ oder nach der Weltgesundheitsorganisation „neuroendokrine Tumoren“ (NET). Spezielle NET-Formen sind die endokrin aktiven VIPome, Gastrinome, Insulinome oder Phäochromozytome.

## Pathologie

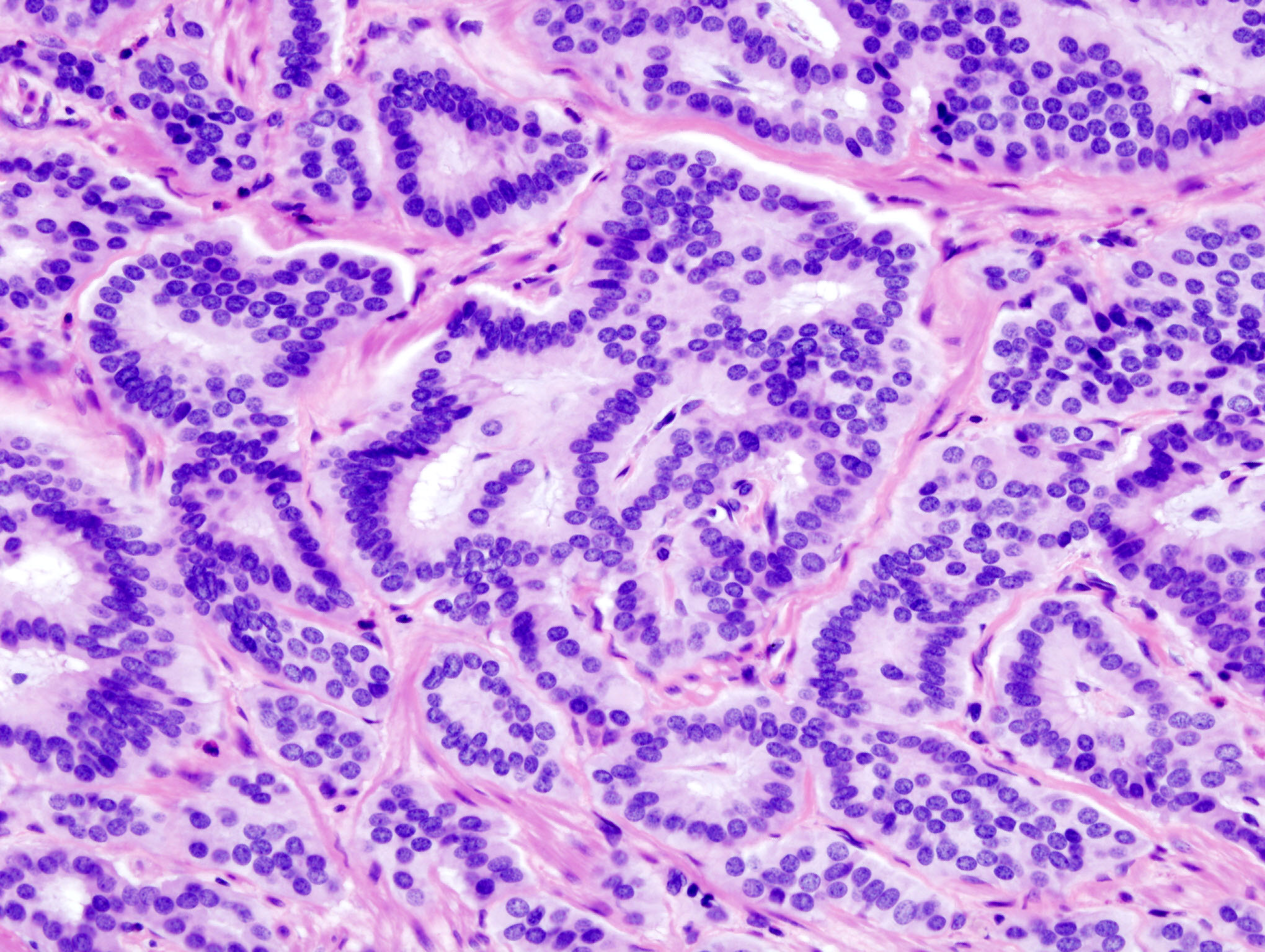
Feingeweblicher Schnitt eines Kolon-Karzinoids

Karzinoide sind submukös gelegene Tumoren, die überall dort entstehen können, wo neuroendokrine Zellen vorhanden sind. Im Laufe der Tumorprogression dringen die Tumoren in die Tunica muscularis ein und im weiteren Verlauf entstehen zunächst lymphogene und später auch hämatogene Metastasen. Häufig sind beim Karzinoid die Metastasen größer als der Primärtumor.
Die Symptome entstehen im Gegensatz zu den meisten Neubildungen nicht durch Verdrängung von gesundem Gewebe oder die konsumierende Wirkung, sondern vorrangig durch die Produktion von Gewebshormonen: Kallikrein und andere, vor allem aber Serotonin.

## Symptomatik
Das Karzinoid-Syndrom ist charakterisiert durch die Trias Diarrhoe (Durchfall), Flush (Erröten) und Hedinger-Syndrom (kardiale Manifestation des Karzinoid-Syndroms).
Ein anhaltender Durchfall ist oft ein erster Hinweis auf die Krankheit. Unter einer „Flush-Symptomatik“ (auch „Flush-Syndrom“) ist eine plötzliche blau-rote Verfärbung von Gesicht, Hals und unter Umständen des Oberkörpers zu verstehen. Für die Lokalisationsdiagnostik ist der Flush insofern relevant, dass er für eine bereits metastasierte (in die Leber; häufig auch palpabel) oder primär extra-intestinale Lage des Karzinoids spricht. Bei nur intestinal (innerhalb des Magen-Darm-Traktes) gelegenen Tumoren wird das Serotonin durch die Leber abgebaut (siehe auch Pfortader-Kreislauf) und führt nicht zum Flush. Im späten Stadium ist das Syndrom durch Endokardfibrosen des rechten Herzens charakterisiert, die zur Trikuspidalinsuffizienz und zur Pulmonalstenose (beides Formen von Herzklappenschäden) führen können. Weitere Spätfolgen können unter anderem pellagraartige Dermatosen, Tachykardien (hohe Herzfrequenz), Verhaltensveränderungen, eine Cushing-Symptomatik (durch ektope ACTH-Bildung), sowie eventuell Asthmaanfälle sein.
Eine Karzinoidkrise kann durch (auch emotionalen) Stress, Operation (chirurgische Manipulation am Tumor), während einer Narkose, Blutdruckabfall, Unterkühlung und Hyperkapnie ausgelöst werden.

## Diagnose

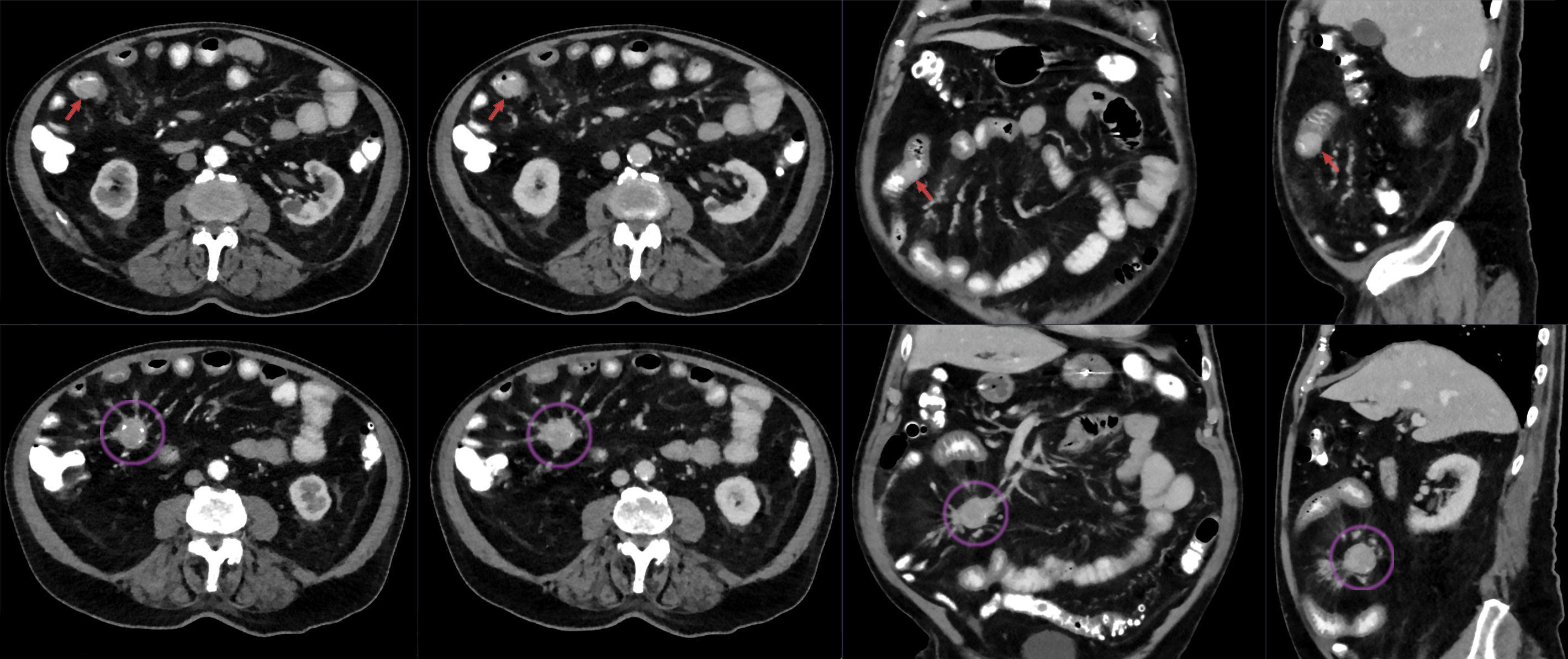
Neuroendokrines Karzinoid des Dünndarms mit mesenterialer Lymphknotenmetastase in der Computertomographie: Oben der kleine Primarius der Ileumschlinge. Unten Lymphknotenmetastase des Mesenteriums mit typischer desmoplastischer, sternförmige Reaktion.

Einen ersten Hinweis liefern erhöhte Chromogranin-A-Werte im Serum. Wegweisend ist zumeist der Nachweis erhöhter Serotoninspiegel in Serum beziehungsweise von 5-Hydroxyindolylessigsäure (Abbauprodukt von Serotonin) in Urin. Normale Serotoninspiegel beziehungsweise ein negativer Nachweis von 5-HIES schließen einen Tumor jedoch nicht aus.
Die Diagnose wird häufig erst spät gestellt, da Karzinoide/neuroendokrine Tumoren oft lange keine Symptome verursachen. Unspezifische Beschwerden, die intermittieren können, wie Durchfälle, Verstopfung, Bauchschmerzen und Flush, werden nicht selten als Reizdarmsyndrom fehlgedeutet. Häufig sind die Tumoren daher zum Zeitpunkt der Diagnose bereits fortgeschritten und können trotz ihrer manchmal geringen Größe Metastasen gebildet haben.
Primärtumor und Metastasen werden sonografisch, mit Computertomographie (CT), Angiografie oder Endoskopie nachgewiesen. Möglich ist auch die Octreotid-Szintigrafie, da das Karzinoid diese Rezeptoren aufweist. Mit neueren nuklearmedizinischen Nachweismethoden, vor allem mit PET (meist mit einem CT gekoppelt), wird derzeit intensiv versucht, die oft sehr kleinen Tumorherde in einem möglichst frühen Stadium zu erkennen.

## Therapie
Primäre Therapie ist die operative Entfernung des Primärtumors und wenn möglich einzelner Metastasen. Die Behandlung mit einem Somatostatin-Analogon (Octreotid) kann die Symptomatik durch Hemmung der Hormonsekretion verbessern und wirkt wahrscheinlich auch zytostatisch auf den Tumor. Auch Therapien mit Alpha-Interferon und Serotoninantagonisten (Methysergid) haben sich als wirkungsvoll erwiesen.